# ایواتوکلو
ایواتوکلو (به انگلیسی: Aivathoklu) یک روستا در هند است که در کارناتاکا واقع شده‌است.